# La Calle 42 (musical)
La Calle 42 (42nd Street) es una obra de teatro musical, basada libremente en la película homónima, que tuvo gran éxito en Broadway. De hecho, es considerada como una de las producciones más exitosas en la historia del teatro musical.
La obra se estrenó en 1980 en el Winter Garden Theatre en Nueva York, y siguió en cartelera, en varios teatros, ininterrumpidamente hasta 1989. Producida por David Merrick, el reparto original incluyó a Jerry Orbach, quien interpretó el personaje de Julian Marsh. La obra ganó los Premios Tony por coreografía y mejor musical. También fue nominada en las categorías de mejor actor de reparto en un musical, mejor actriz de reparto en un musical, mejor guion (musical), mejor diseño de vestuario, mejor director, y mejor diseño de iluminación.
En 2001, se revivió la obra en el Ford Center, que se encuentra precisamente sobre la Calle 42 en Manhattan. Cerró en 2005, luego de un total de 1556 funciones. En esta ocasión, la obra ganó Tonys por mejor actriz en un musical, y mejor reposición de un musical. Tuvo también nominaciones en las categorías de mejor actriz de reparto para un musical (dos nominaciones), coreografía, escenografía, vestuario, director, e iluminación.

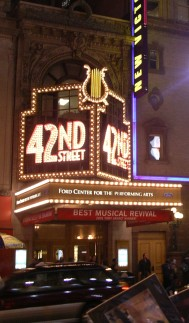
Marquesina de la obra "La Calle 42" en Manhattan(2003).

## Trama
La Calle 42 es la historia de Peggy Sawyer, una joven corista llegada de Allentown, Pensilvania, a Nueva York, en busca de una carrera en Broadway. Luego de armarse de valor, entra a las audiciones de una nueva obra musical, Pretty Lady, dirigida por Julian Marsh. Marsh es un director que busca el éxito luego de la Gran Depresión con un último musical.
Desafortunadamente, las audiciones ya han terminado cuando llega Peggy. Pero el galán tenor de la obra, Billy Lawlor, se siente atraído por ella, y consigue que Julian la oiga cantar, logrando así que entre al elenco. Sin embargo, Peggy rechaza los avances de Billy. Poco antes de la noche del estreno, Peggy accidentalmente tropieza y empuja a Dorothy Brock, la diva que encabeza el elenco de Pretty Lady, quien por la caída se rompe un tobillo. Por esto, Julian despide a Peggy quien, desilusionada, decide regresar a Allentown.
Sin Dorothy, el estreno se cancela. Sin trabajo, Billy y el resto del elenco convencen a Julian de darle a Peggy una segunda oportunidad, esta vez remplazando a Dorothy como la estrella de la obra. En la estación de trenes, Julian Marsh pide a Peggy que se quede, cantándole el famoso "arrullo de Broadway": Come on along and listen to the lullaby of Broadway..., acompañado por Billy y el resto del elenco. Peggy se deja convencer y decide quedarse y sacar adelante el estreno.
Obligada a aprenderse el papel estelar de la obra en dos días, Peggy sufre un colapso nervioso, pero sus amigos y Julian la apoyan y ella no se deja derrotar. El estreno es un gran éxito, convirtiendo a Peggy en una gran estrella. Pero, en lugar de festejar con la crema y nata de la sociedad, ella va a la fiesta de los chicos del coro, los que siempre la apoyaron y de quien ella sigue siendo parte en su corazón.
El "arrullo de Broadway" se ha convertido en una de las canciones más memorables en la historia del teatro musical estadounidense.

## Las Canciones
Muchas de las canciones de esta obra son tomadas de varias películas de la era de oro del cine musical, la década de los 1930s, incluyendo la original 42nd Street en la que la obra se basa.
Toda la música es de Harry Warren, la mayoría de las letras son de Al Dubin:
- Overture
- Audition
- Young And Healthy (canción tomada de la película original)
- Shadow Waltz (de la película Gold Diggers of 1933, 1933)
- Go Into Your Dance (de la película Go Into Your Dance, 1935)
- You're Getting To Be A Habit With Me (de la película original)
- Getting Out Of Town
- Dames (de la película Dames, 1934)
- Keep Young And Beautiful (de la película Roman Scandals, 1933)
- Dames (II)
- I Only Have Eyes For You (de la película Dames, 1934)
- We're In The Money (de la película Gold Diggers of 1933, 1933)
- Final del Primer Acto
- Intermedio
- There's a Sunny Side To Every Situation (de la película Hard to Get, 1938)
- Lullaby Of Broadway (de la película Gold Diggers of 1935, 1935)
- About A Quarter To Nine (de la película Go Into Your Dance, 1935)
- Shuffle Off To Buffalo (canción tomada de la película original)
- 42nd Street
- 42nd Street (II)
- Finale